# Fermín IV
Fermín IV est un rappeur mexicain et pasteur chrétien  évangélique non confessionnel, né dans 22 décembre 1974 né à Monterrey, Nuevo León, est le rappeur le plus influent du hip-hop mexicain et Amérique latine. Il a été le chanteur principal et Il surtout connu en tant qu'ancien membre du éteint mexicain hip-hop groupe Control Machete et l'une des principales figures du mouvement des années 90 connu sous le nom d'Avanzada Regia.
En tant que membre de Control Machete, obtenue dans l'année 2000 une prix Grammy Latino nomination pour chanson "Si Señor" comme "Meilleur Chanson Rock" et certificatte platine par la RIAA par la album Mucho Barato, par la suite en tant soliste elle est vainqueur de deux Arpa Prix dans 2003 et 2018 comme "Meilleur Urbain album".

## Biographie
Fermín IV Caballero Elizondo est né le 22 décembre, 1974 dans la ville de Monterrey, Nuevo León. Contrairement à d'autres rappeurs, il est issu d'une famille financièrement stable et a étudié la médecine à l'Université de Monterrey avant de devenir rappeur.
Au début des années 90, il a commencé à jouer dans un groupe du rock local appelé Prófuga de Metate (Fuite de Metate).
Son premier contact avec le rap s'est fait par l'intermédiaire de son ami Enrique Molina sous son nom artistique Dj Perk qui avait un groupe de break rap à Nuevo Laredo, Tamaulipas. Fermín avait un autre nom dans le rap sous le nom de MC Caballero, Dj Perk lui a passé ses cassettes, à partir de là il a commencé à écouter d'autres représentants tels que Cypress Hill, House of Pain, Busta Rhymes et Mystikal. Fermín a toujours écouté du rap, rock, corridos, norteñas et d'autres genres musicaux, mais ce n'est que lorsqu'il a rencontré Dj Perk qu'il a commencé à s'intéresser au rap. C'était le seul ami qu'il connaissait qui connaissait mieux le genre et qui faisait partie de la communauté hip-hop.
Lors d'interviews, il a mentionné ses influences musicales, écoutant différents genres musicaux tels que des groupes de rock comme The Beatles, groupes de death metal comme Sepultura et Morbid Angel, artistes corridos et artistes norteños comme Los Invasores de Nuevo León et Ramon Ayala et dans le domaine du rap, Beastie Boys, Wu Tang Clan, House of Pain, Mobb Deep, Onyx, Mos Def, Talib Kweli, Busta Rhymes, Mystikal, DJ Magic Mike, 2 Live Crew et surtout Cypress Hill, qu'il considère comme ses principales idoles du rap et avec qui il enregistrera plus tard la chanson "Siempre Peligroso" sur l'album compilation Los grandes éxitos en español en 1999, qui deviendra immédiatement un succès en Amérique latine. Il s'agit de la collaboration la plus reconnue de la scène rap mexicaine, dont beaucoup se souviennent avec nostalgie et dans les faits. Il est considéré comme un rappeur très ouvert à d'autres genres, contrairement aux rappeurs puristes qui n'écoutent qu'un seul genre.

## Control Machete
En 1995, il cofonde le groupe de hip-hop Control Machete à Monterrey, Nuevo León.En 2000, il décide de quitter le groupe.

### Ministère
En 2001, il devient chrétien et collabore sur quelques chansons des albums musicaux de l'église évangélique Semilla de Mostaza à Mexico, Semilla de Mostaza Presenta, en 2001; Gracias en 2003, les deux albums studio; et, Concierto En Vivo Desde Monterrey en 2003. Il devient pasteur de l'église en 2005. En 2017, il signe avec le label Sony Music et sort l’album Odio/Amor.

## Discographie

### Control Machete
- Mucho Barato (1996)
- Artillería Pesada presenta.... (1999)
- Sólo Para Fanáticos (2002)

### Soliste
- Boomerang (2002)
- Los Que Trastornan al Mundo (2005)
- Y Mi Vida Comenzó (2014)
- Odio/Amor (2017)
- Decisiones (2019)
- Ya Puedes Sonreír (2022)